# Ухтспринге
Ухтспринге (нем. Uchtspringe) — община в Германии, в земле Саксония-Анхальт.
Входит в состав района Штендаль. Подчиняется управлению Штендаль-Ухтеталь. Население составляет 1385 человек (на 31 декабря 2006 года). Занимает площадь 10,74 км².